# World Ports Classic 2014

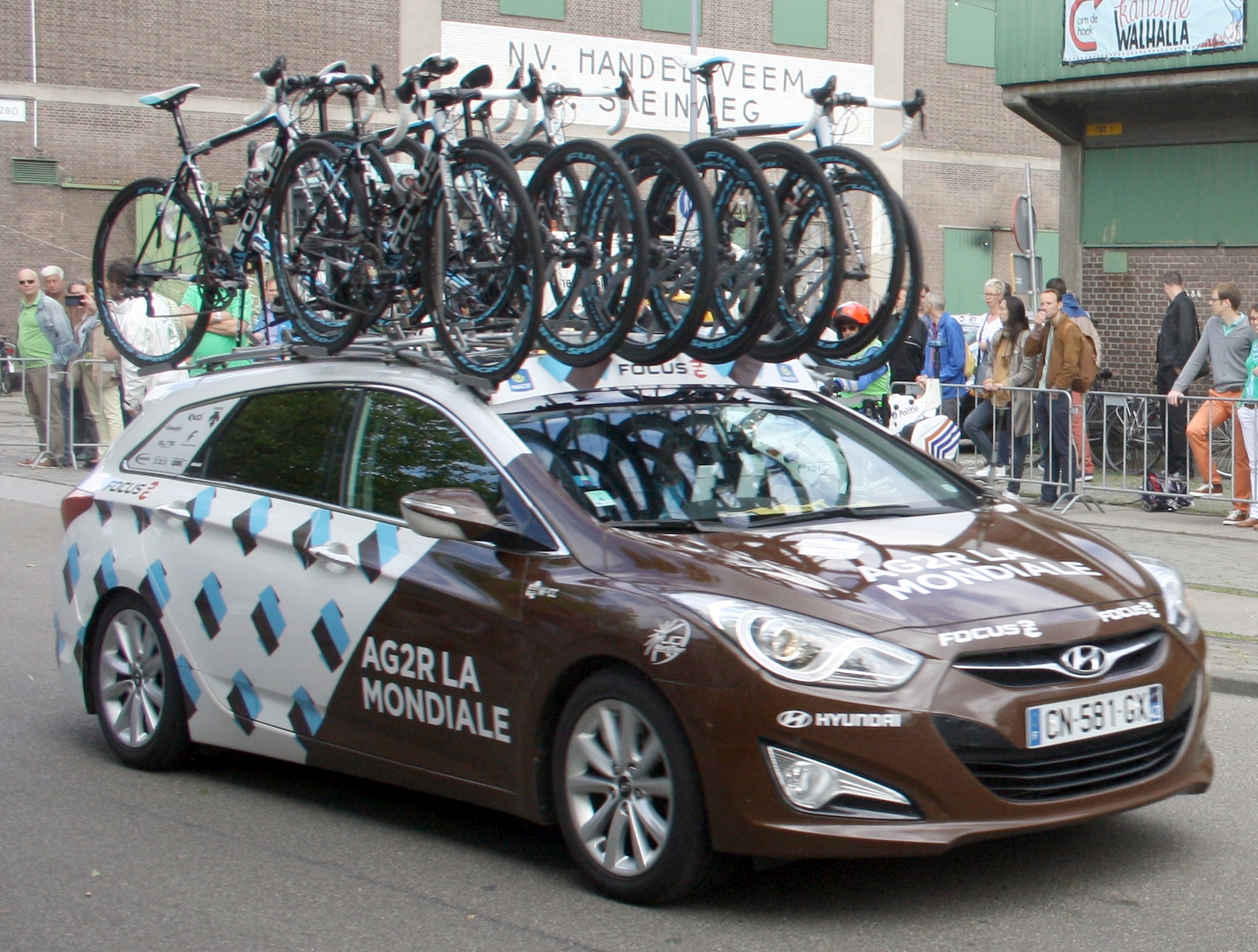

La 3e édition de la World Ports Classic a eu lieu du 24 au 25 mai 2014. Elle a été remportée par le Néerlandais Theo Bos.

## Étapes
| Étape     | Date   | Villes étapes                  |                 | Distance (km) | Vainqueur d’étape | Leader du classement général |
| --------- | ------ | ------------------------------ | --------------- | ------------- | ----------------- | ---------------------------- |
| 1re étape | 24 mai | Rotterdam (NED) – Anvers (BEL) | Étape de plaine | 195           | André Greipel     | André Greipel                |
| 2e étape  | 25 mai | Anvers (BEL) – Rotterdam (NED) | Étape de plaine | 160,5         | Ramon Sinkeldam   | Theo Bos                     |

## Classements

### Classement final général
Theo Bos remporte la course en parcourant les 355,5 km des deux étapes en 8 h 8 min 0 s à la vitesse moyenne de 40,397 km/h ; 132 coureurs terminent la course.
| Classement final général | Classement final général | Classement final général | Classement final général | Classement final général |
|                          | Coureur                  | Pays                     | Équipe                   | Temps                    |
| ------------------------ | ------------------------ | ------------------------ | ------------------------ | ------------------------ |
| 1er                      | Theo Bos                 | Pays-Bas                 | Belkin                   | en 8 h 8 min 0 s         |
| 2e                       | Ramon Sinkeldam          | Pays-Bas                 | Giant-Shimano            | m.t                      |
| 3e                       | Alexander Porsev         | Russie                   | Katusha                  | + 5 s                    |
| 4e                       | Gregory Henderson        | Nouvelle-Zélande         | Lotto-Belisol            | + 9 s                    |
| 5e                       | Andreas Stauff           | Allemagne                | MTN-Qhubeka              | + 10 s                   |
| 6e                       | Jesper Asselman          | Pays-Bas                 | Metec-TKH Continental    | + 11 s                   |
| 7e                       | André Greipel            | Allemagne                | Lotto-Belisol            | + 12 s                   |
| 8e                       | Wesley Kreder            | Pays-Bas                 | Wanty-Groupe Gobert      | m.t                      |
| 9e                       | Matteo Pelucchi          | Italie                   | IAM                      | m.t                      |
| 10e                      | Louis Verhelst           | Belgique                 | Cofidis                  | + 13 s                   |
| modifier                 |                          |                          |                          |                          |

### UCI Europe Tour
Cette World Ports Classic attribue des points pour l'UCI Europe Tour 2015, par équipes seulement aux coureurs des équipes continentales professionnelles et continentales, individuellement à tous les coureurs sauf ceux faisant partie d'une équipe ayant un label ProTeam.
| Position           | 1er | 2e | 3e | 4e | 5e | 6e | 7e | 8e | 9e | 10e | 11e | 12e |
| Classement général | 80  | 56 | 32 | 24 | 20 | 16 | 12 | 8  | 7  | 6   | 5   | 3   |
| Par étape          | 16  | 11 | 6  | 5  | 4  | 2  |    |    |    |     |     |     |
| Leader, par étape  | 8   |    |    |    |    |    |    |    |    |     |     |     |